# Staudengrund am Maschsee

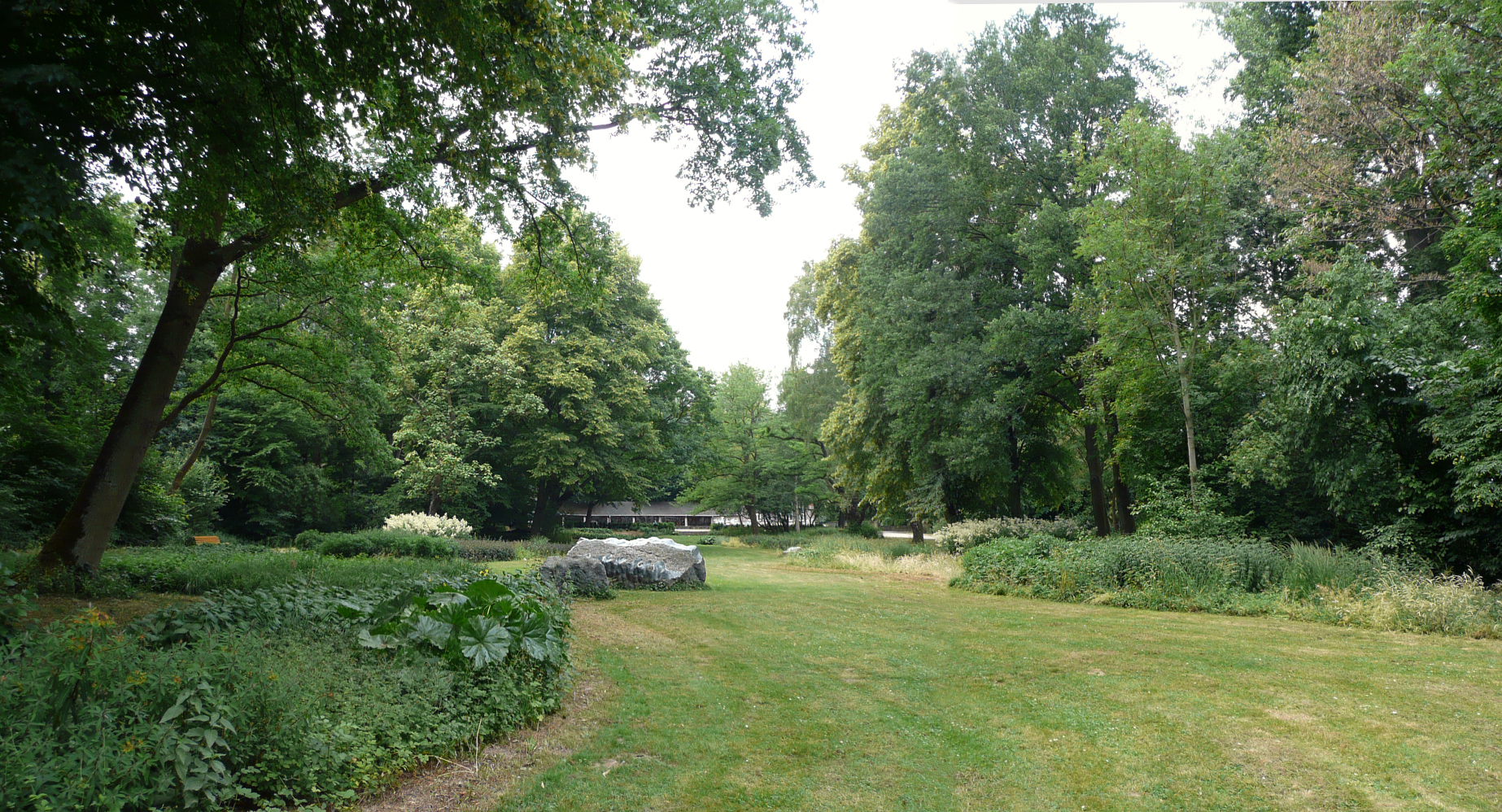
Staudengrund am Maschsee

Der Staudengrund am Maschsee in Hannover ist ein öffentlicher Park am Südufer des Maschsees. Die Anlage liegt unmittelbar an dem um die Innenstadt führenden und als Radwander- und Spazierweg angelegten Julius-Trip-Ring, der wiederum mit dem Grünen Ring verbunden ist. Die teils von großen Gehölzen beschattete Grünfläche des Staudengrunds, deren architektonischer Bezugspunkt die Maschseequelle bildet, wird von Beeten mit zahlreichen Arten hoher Stauden und Gräser geschmückt, die an den älteren hier angelegten Staudengrund erinnern.

## Geschichte
Etwa zur Entstehungszeit des Maschsees Mitte der 1930er Jahre wurde der Staudengrund als ein freier, sonnenbeschienener Staudengarten genutzt. Nach dem Ende des Zweiten Weltkriegs wurde die Pflege der Anlage jedoch für mehrere Jahrzehnte eingestellt. Erst in den Jahren 1997 bis 1998, im Vorfeld der Weltausstellung EXPO 2000, ließ die niedersächsische Landeshauptstadt die mittlerweile von hohen Bäumen umstandene, langgestreckte Grünfläche entlang des Maschseeufers erneut als gepflegte Parkanlage gestalten.

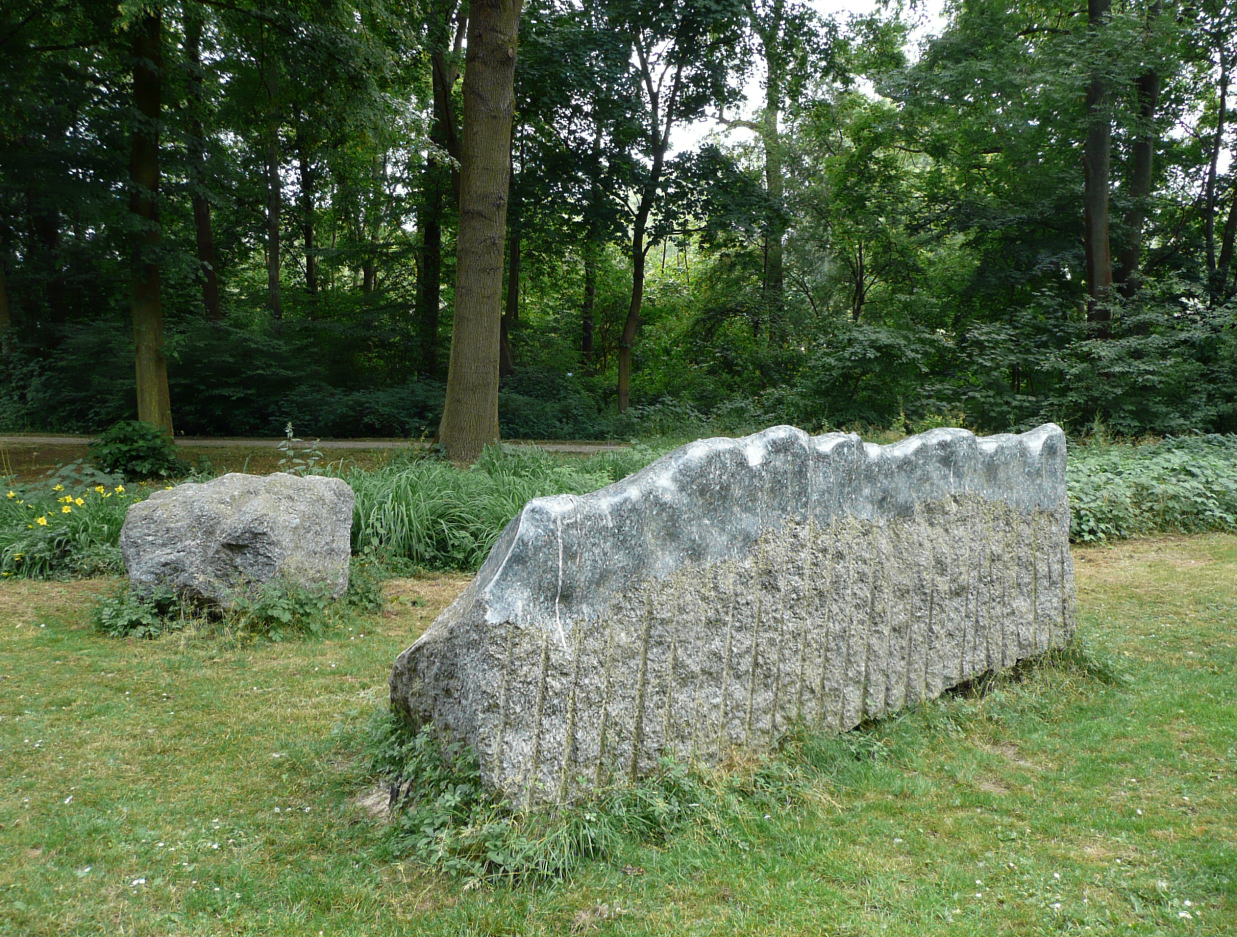
Steinskulptur auf einer Rasenfläche im Staudengrund

Die Pflanzung der zu unterschiedlichen Zeiten blühenden Ziergewächse zeigten sich Anfang des 21. Jahrhunderts nach Plänen des niederländischen Landschaftsgärtners Piet Oudolf. Zudem versah der Bildhauer Wilfried Behre die Rasenfläche der Parkanlage mit Skulpturen aus seiner Gruppe Globales Steinband, die sich als Kunst im öffentlichen Raum auch an anderen Stellen rund um den Maschsee zieht. Der Künstler aus der Südstadt nutzte den Staudengrund bereits seit dem Ende seines Studiums als Meisterschüler ab 1992 als Freiluft-Atelier. In den folgenden zwei Jahrzehnten erlebten ungezählte Spaziergänger den Bildhauer, der hier aus Steinbrüchen herangeschaffte und bis zu 14 Tonnen schwere Blöcke mit Hammer und Meißel bearbeitete.

## Besonderheiten der Vegetation
Zur Vegetation der Anlage zählt die noch vor Frühlingsbeginn und zumeist schon im Februar blühende Alpenveilchen-Narzisse (Narcissus cyclamineus): Als zur Verwilderung geeignete Frühblüher lassen die leicht zurückgebogenen Blütenblätter der Krone der Sorte „Februar Gold“  mit ihrer leuchtend gelben Farbe und langer Blütezeit den Staudengrund am Maschsee wie ein Meer aus lichtem Gold erscheinen.
Etwa ab Juni bildet der bis 80 cm hohe sogenannte „Iranlauch“ (Allium aflatunense) ganz andere Blickfänge: Die Pflanze aus der Familie der Zierlauchgewächse bildet große, purpurviolette runde Blütendolden aus.